# 瓦莱里乌斯·安提亚斯
瓦莱里乌斯·安提亚斯（Valerius Antias），约于公元前1世纪前后活动。写作时间约公元前80年至公元前60年间；著有自起源到约公元前60年的罗马史，至少有75卷，现仅存残篇，李维曾批判其作品缺乏准确性。

## 扩展阅读
- 本条目包含来自公有领域出版物的文本: Chisholm, Hugh (编).  (第11版). London: Cambridge University Press. 1911.